# Atomic Tom
Atomic Tom — рок-группа из Бруклина, состоящая из Люка Уайта (вокал), Эрика Эспириту (гитара, бэк-вокал), Филиппа Голицына (бас, бэк-вокал), и Тобиаса Смита (ударные, бэк-вокал).

## История
В 2005 году выпустила дебютный EP под названием «Anthems for the Disillusioned», который содержал пять песен. В 2007 году они выпустили свой первый сингл «You Always Get What You Want». В сингл был также включен B-Side «Play That Dirty Girl».
В январе 2010-го группа подписала контракт с Universal Republic Records.
27 июля 2010 года, первый полный альбом группы под названием «The Moment» дебютировал на iTunes, Amazon, и во всех остальных виртуальных магазинах сети. Его физическая копия стала доступна в магазинах с ноября 2010 года.
Но основную славу группе принес клип, снятый в октябре 2010-го в вагоне метро города Нью-Йорк, в котором они исполнили свой сингл «Take Me Out» с использованием лишь четырех смартфонов iPhone.

## Члены группы
- Люк Уайт — вокал, гитара
- Эрик Эспириту — гитара, бэк-вокал
- Филипп Голицын — бас-гитара, бэк-вокал
- Тоби «Красное яблоко» Смит — ударные, бэк-вокал

## Дискография

### Альбомы
- The Moment (2010)

### Синглы
- «You Always Get What You Want» (2007)
- «Take Me Out» (2010)
- «Don’t You Want Me» (2011)
- «Red Light Warning Sign» (2011)
- «Break My Heart Around You» (2011)
- «Last Christmas» (2011)

### EP
- Anthems for the Disillusioned (2005)
- In Parallel (2011)